# Georgiana Cavendish, Duchess of Devonshire

Thomas Gainsborough:
Georgiana, Duchess of Devonshire, 1783

Georgiana Dorothy Cavendish, Duchess of Devonshire (geborene Spencer, * 7. Juni 1757 in Wimbledon, Surrey; † 30. März 1806 in Piccadilly, City of Westminster, Middlesex) war eine britische Adlige, die zu den einflussreichsten Frauen ihrer Zeit zählte.

## Leben und Wirken
Georgiana Dorothy Spencer war die älteste Tochter des John Spencer, 1. Earl Spencer (1734–1783) und der Georgiana Poyntz (1737–1814), womit sie die Ururenkelin des John Churchill, 1. Duke of Marlborough, dem Sieger in der Schlacht von Höchstädt im Spanischen Erbfolgekrieg war. Als Tochter eines Earls führte sie ab 1765 das Höflichkeitsprädikat Lady.
Sie heiratete am 6. Juni 1774 William Cavendish, 5. Duke of Devonshire und erhielt als dessen Gattin den Höflichkeitstitel Duchess of Devonshire. Aus der Verbindung gingen drei Kinder hervor:
- Lady Georgiana Dorothy Cavendish, genannt „Little G“ (1783–1858), ⚭ 1801 George Howard, 6. Earl of Carlisle;
- Lady Harriet Elizabeth Cavendish, genannt „Harry-O“ (1785–1862), ⚭ 1809 Granville Leveson-Gower, 1. Earl Granville;
- William George Spencer Cavendish, Marquess of Hartington, genannt „Hart“ und später 6. Duke of Devonshire (1790–1858).

1782 lernte das Ehepaar in Bath Elizabeth Hervey, verheiratete Lady Foster kennen. Diese lebte seit 1781 von ihrem Mann Sir John Thomas Foster getrennt und wurde bald eine enge Freundin der Duchess. Ab dieser Zeit bis zum Tode Georgianas lebten sie in einer Ménage-à-trois. Elizabeth Hervey-Foster gebar William Cavendish die Kinder August und Caroline und heiratete den Witwer 1809.
Einer Affäre Georgianas mit dem Aristokraten und Politiker Charles Grey, 2. Earl Grey entstammte die illegitime Tochter Eliza Courtney (1792–1859), die 1814 Robert Ellice (1784–1856) heiratete, der zum General der British Army aufstieg und kurzzeitig Generalgouverneur von Malta war.
Georgiana Cavendish gehörte nicht nur zu den bewundertsten Schönheiten ihrer Zeit, sondern galt auch als Trendsetterin. Sie war sehr am politischen Leben interessiert und engagierte sich im Wahlkampf für die Whigs. In ihrem Londoner Stadthaus, dem Devonshire House, fanden sich die wichtigsten politischen Persönlichkeiten zu Gesprächen zusammen, darunter Charles James Fox, Richard Brinsley Sheridan oder Charles Grey. Mit dem damaligen Prince of Wales, dem späteren König Georg IV., war sie eng vertraut.
Neben gesellschaftlichem und politischem Engagement verfasste sie Gedichte und Dramen. Sie interessierte sich in ihren späteren Jahren auch für Mineralogie und begann in Chatsworth House, dem Hauptsitz des Herzogtums Devonshire, eine Sammlung von Kristallen anzulegen. Wie es in der Aristokratie der damaligen Zeit üblich war, spielte die Duchess routinemäßig um Geld. Ihr Spiel entwickelte sich schnell zu einer ruinösen Sucht, die durch ihre emotionale Instabilität noch verschlimmert wurde. Nachdem sie mehr als 300.000 Pfund an Schulden angehäuft hatte, beschwor die Duchess auch ihre Eltern um weitere Darlehen. Für den Rest ihres Lebens häufte die Duchess eine immense Schuldenlast an, die sie vor ihrem Ehemann zu verbergen versuchte. 
Sie verstarb 1806 anscheinend an den Folgen eines Leberabszesses in Devonshire House und hinterließ einen mehrere tausend Briefe umfassenden Schriftwechsel, der auf Georgianas Wunsch nach ihrem Tod von Lady Elizabeth Foster verwaltet wurde. Sie wurde in der Kathedrale von Derby begraben.

## Werke
- Emma, or, The unfortunate attachment. A sentimental novel. 1773.
- An Heroic Epistle to the Noble Author of the Duchess of Devonshire’s Cow. A poem. [By William Combe.], J. Bew, London 1777.
- The sylph. A novel. P. Higly, Dublin 1779.
- African song. London 1797 (gesetzt für Klavier von Giacomo Gotifredo Ferrari).
- The favorite song in the Stranger. (Sung by Mrs. Bland at the Theatre Royal Drury Lane. The melody by the Duchess of Devonshire adapted by Mr. Shaw. The words by B. Sheridan Esqr.) Longman and Broderip, London um 1798.
- Memorandums of the face of the country in Switzerland. Cooper and Graham, London 1799.
- The passage of the mountain of Saint Gothard. A poem. Prosper and Co., London 1802.
- On the Death of the Duchess of Devonshire. [A poem.]. W. Bulmer & Co., London 1806.

## Rezeption
2008 wurde mit „Die Herzogin“ Georgianas Leben verfilmt, basierend auf „Die Herzogin von Devonshire – Das Leben einer leidenschaftlichen Frau“, einer zum Bestseller gewordenen Biographie Amanda Foremans. Die Duchess wurde von Keira Knightley gespielt, deren Ehemann von Ralph Fiennes.